# Mowses Mowsisjan
Mowses Mowsisjan (ur. 13 września 1964 w Goght) – duchowny Apostolskiego Kościoła Ormiańskiego, od 2001 biskup Południowej Rosji.

## Życiorys
Święcenia kapłańskie przyjął 28 lipca 1991. Sakrę biskupią otrzymał 30 września 2001.